# 布尔贝韦勒
布尔贝韦勒（法語：Bourbévelle，法語發音：[buʁbevɛl]）是法国上索恩省的一个市镇，属于沃苏勒区。

## 地理
布尔贝韦勒（47°55'26"N, 5°56'24"E）面积5.37 平方千米，位于法国勃艮第-弗朗什-孔泰大區上索恩省，该省份为法国东部内陆省份，北起顺时针与孚日省、贝尔福地区省、杜省、汝拉省、科多尔省和上马恩省接壤。
与布尔贝韦勒接壤的市镇（或旧市镇、城区）包括：科尔、艾塞和里什库尔、容韦勒、蒙库尔。

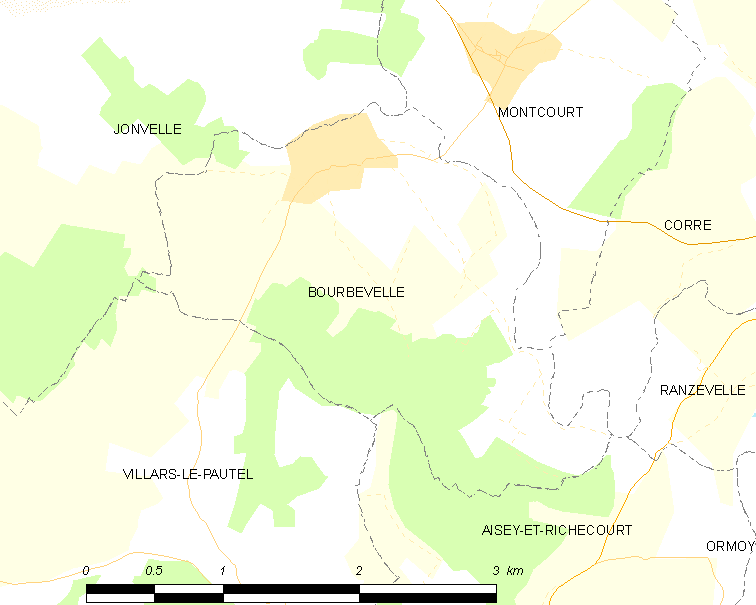
布尔贝韦勒的OSM定位图

布尔贝韦勒的时区为UTC+01:00、UTC+02:00（夏令时）。

## 行政
布尔贝韦勒的邮政编码为70500，INSEE市镇编码为70086。

## 政治
布尔贝韦勒所属的省级选区为瑞塞县。

## 人口

1962-2008年间布尔贝韦勒人口变化图示

布尔贝韦勒于2022年1月1日时的人口数量为75人。